# Sexuálně harašivý panda
Sexuálně harašivý panda (v anglickém originále Sexual Harassment Panda) je šestý díl třetí řady amerického komediálního animovaného televizního seriálu Městečko South Park. 

## Děj
Do školy přichází sexuálně harašivý panda, aby děti seznámil se sexuálním obtěžováním. Eric využije nových znalostí a rozpoutá ve městě sérii žalob týkající se sexuálního obtěžování. Gerald Broflovski coby právník pomáhá tyto lidi zastupovat. To se projeví například v South Parkské základní škole, která musela přijmout úsporná opatření kvůli prohraným soudům. Panda nakonec svým projevem přesvědčí lidi, aby se nežalovali, a Gerald Broflovski, který na mnoha vyhraných případech zbohatl, rád přestává v těchto věcech lidi zastupovat.